# Castillo miliar 4
El castillo miliar 4 (Westgate Road) fue un castillo miliar del Muro de Adriano. Sus restos se encuentran bajo el Newcastle Arts Centre en el 67-75 de Westgate Road. Esta ubicación está algo alejada de su posición teórica, que está en estas coordenadas: 54°58′14″N 1°36′31″O / 54.970440, -1.608669 La ubicación real está entre la posición teórica de las torretas 4A y 4B, lo que ha llevado a sugerir que la numeración y la posición de las torretas y los castillos en esta parte del Muro de Adriano debería ser reconsiderada.

## Construcción
El castillo miliar 4 era un castillo de eje largo con un tipo de entrada desconocido. Se cree que estos castillos fueron construidos por la Legio VI Victrix, que tenía su sede en Eboracum (York), o por la Legio XX Valeria Victrix, que tenía su sede en Deva Victrix (Chester).
El castillo tenía 14,9 metros de ancho y probablemente 18 metros de largo. La pared sur excavada tenía 2,7 metros de ancho y estaba unida con arcilla. Sus cimientos tenían 2,9 metros de ancho (al igual que los del muro este) y estaban formados por lajas (los cimientos de lajas se asocian normalmente a castillos miliarios de muros anchos). Había pruebas que sugerían que la puerta sur había sido bloqueada en algún momento.

## Excavaciones e investigaciones
- 1929 y 1930 - Se descubrió cerámica romana a 1440 m a lo largo de la línea del Muro desde el castillo miliar 3. Esto fue interpretado como el sitio del castillo miliar 4.[4]
- 1961 - Birley acepta la ubicación anterior.[5]
- 1985 - Se encontró la esquina suroeste del castillo, y se realizaron más excavaciones.[1] No se descubrió ningún estrato ocupacional y los cimientos fueron sellados por un estrato que contenía predominantemente fragmentos de cerámica del siglo II, lo que significa que es probable que el castillo fuera demolido antes de finales del siglo II.[6]

## Torretas asociadas
Cada castillo miliar del Muro de Adriano tenía dos torretas asociadas. Estas torretas estaban situadas aproximadamente a un tercio y dos tercios de una milla romana al oeste del castillo, y probablemente habrían estado a cargo de la guarnición del mismo. Las torretas asociadas con el castillo miliar 4 se conocen como Torreta 4A y Torreta 4B. Sin embargo, la posición del castillo está entre las supuestas ubicaciones de las torretas.

### Torreta 4A
No se sabe nada de la torreta 4A. Debido al descubrimiento del castillo miliar 4 más al oeste que la posición de esta torreta, no hay ningún registro de monumento o posible ubicación.

### Torreta 4B
No se sabe nada de la torreta 4B. Debido al descubrimiento del castillo miliar 4 más al oeste que la posición de la torreta 4A, es extremadamente improbable que las posiciones asumidas por Birley fueran exactas. Sin embargo, existe un registro de monumento para esa ubicación.
Ubicación: 54°59′37″N 1°44′12″O / 54.993672, -1.736733

## Registro de monumentos
| Monumento                          | Código de Monumento | Código del Historic England Archive |
| Castillo miliar 4                  | 623285              | NZ 26 SW 118                        |
| Sitio original del castillo miliar | 24917               | NZ 26 SE 18                         |
| Torreta 4A                         | n/a                 | n/a                                 |
| Torreta 4B                         | 25023               | NZ 26 SW 2                          |